# های ویکام (شهر)
longitudeهای ویکام (شهر)latitudeهای ویکام (شهر)
های ویکام (به انگلیسی: High Wycombe) (تلفظ: ‎/ˌhaɪ ˈwɪkəm/‎),) شهری در منطقهٔ لندن کشور انگلستان است که این کشور خود بخشی از بریتانیا محسوب می‌شود. این شهر در سال ۱۹۹۱ میلادی ۷۱٫۷۱۸ نفر جمعیت داشته و در سرشماری سال ۲۰۰۱ جمعیت آن به ۷۷٫۱۷۸ نفر رسیده‌است. میزان رشد سالانهٔ جمعیت‌های وایکام ‎-۰٫۵۳ درصد می‌باشد و جمعیت این شهر در سال ۲۰۱۲ به ۷۲٫۸۱۵ نفر تغییر یافت.